# 寧々 (AV女優)
寧々（ねね、1985年1月15日 - ）は、日本の元AV女優。
東京都出身。プライムエージェンシー所属。

## 人物
- 趣味：バイク、映画鑑賞
- AV女優の小澤マリアとは、お互いのブログにも登場するほどプライベートでも仲がよい。

## 略歴
- 2004年にWaap専属女優としてAVデビュー。
- 2005年から約1年間休業する。
- 2009年にAV女優を引退。
- 2016年に7年ぶりにAVに復帰。

## 作品

### アダルトビデオ
※　特記なき場合はすべてWaapより発売
2004年
- 同時多発、エロ。（11月3日）
- 接吻しまくり淫口よだれ女4（12月3日）

2005年
- マブダチのお姉ちゃん（1月8日）
- ドリームシャワー62（2月5日）
- 愛人（3月5日）
- 変態メガネちゃん（4月5日）
- ザーメンby女教師5（4月29日）
- 裸体 寧々（5月30日）

2006年
- 専属マニア VOL.05（1月15日）
- Deep Nude（4月5日）
- Club* Nene（5月15日）
- 街でウワサの風俗ビル vol.10（6月15日）
- 包茎チ●ポ剥き焦らし（7月15日）
- Monthly2時間 撮れたて素材 まんま出し（7月15日）
- Monthly2時間 撮れたて素材まんま出し2（8月15日）
- 東京・露出（2006年8月15日）
- Monthly2時間 撮れたて素材まんま出し3（9月15日）
- Beauty and Beast（9月15日）
- 淫乱美姉秘劇場 憧れのお姉さんが僕を誘惑する（11月4日、竹書房）
- プレミアデジタルモザイクvol.012 寧々（11月7日、プレミアム）
- 寧々がサポート アナタのオナニータイム（12月7日、プレミアム）

2007年
- DIGITAL CHANNEL DC33 寧々（1月1日、アイデアポケット）
- 救性痴女病棟3（2月1日、アイデアポケット）
- Tokyo Five Girls（2月2日、竹書房）
- cuts 寧々（2月15日）
- 寧々先生の誘惑授業（3月1日、アイデアポケット）
- プレミアム・ビューティー 南波杏&寧々（4月7日、プレミアム）
- PREMIUM STYLISH SOAP 〜プレミアムソープへようこそ!〜（5月7日、プレミアム）
- 夏、放尿、野外FUCK（6月7日、プレミアム）
- 極嬢（7月25日、イエロー）
- best of nene（8月1日、アイデアポケット）
- kira☆kira SPECIAL 3MIX★FUCK（8月25日、イエロー）
- 癒らし。VOL39（9月21日、アウダースジャパン）
- 表裏変態ツンデレ時々マゾヒスト（10月19日、クロス）
- 催眠 赤 DX VI 〜ドキュメント編〜（10月19日、アウダースジャパン）
- 催眠 赤 DX VI 〜TSｍｃ編〜（10月19日、アウダースジャパン）
- 催眠 赤 DX VI 〜スーパーコンプリート編〜（10月19日、アウダースジャパン）
- BODY JACK 大量ローション★粘液アクメ★体液ファック（11月19日、ドグマ）
- エロかっこいいスクールガールの極上騎乗位×潮吹き×中出し（11月20日、イマージュ）
- 東京モータークイーン（11月20日、イマージュ）
- 渋谷系エロカワGALの手コキパラダイス（11月20日、イマージュ）
- 女教師 中出し20連発（12月1日、アイエナジー） ※AVグランプリ2008 グランプリステージエントリー作品
- 雌女anthology ＃052 「女の口は嘘をつく。」（12月7日、アウダースジャパン）
- 綺麗なお姉さんのSEXを覗きたい!! 完全版（12月17日、メディアステーション）
- 美しいOLの下品なガニマタ性行為（12月19日、ドグマ）
- 極GOKUJYO（12月25日、イエロー）

2008年
- 寧々先生とウブな素人娘の手コキ研究会（1月1日、V（ヴィ））
- 手コキでベロちゅ〜（1月25日、イエロー）
- 社長秘書はインテリ痴女（2月1日、ワンズファクトリー）
- ノーモザイクおまんこ 10（2月13日、カルマ）
- 官能小説朗読オナニー（2月19日、イエロー）
- 超高級ソープ嬢 THE ゴージャス（2月21日、SODクリエイト）
- トリプルアナル舐めハーレム（3月1日、V（ヴィ））
- 接吻や乳首を舐められながら手コキされた僕。 2（3月1日、ワンズファクトリー）
- SOD陵辱病棟 The プレミアム（3月6日、SODクリエイト）
- いい女のエロい接吻（4月1日、ワンズファクトリー）
- sex appeal 01 ALL GENRE STYLE（4月25日、Groove Girls）
- ヴァーチャル相互オナニー いっしょにイってね（5月1日、ワンズファクトリー）
- 女怪盗 女豹7 懸けられた賞金首（5月7日、アタッカーズ）
- 競泳水着 4時間（5月23日、TMA）
- 楠木女学院 奴隷色のステージ（6月7日、アタッカーズ）
- 24人の乳もみインタビュー 4時間 2（6月20日、TMA）
- トリプルパイパンGROOVE 3時間スペシャル（7月7日、プレミアム）
- パンティーずラしてそのまま挿入! 下着着用のままSEXしているエロいビデオ（8月13日、カルマ）
- 白目をむいてイッちゃった（8月19日、乱丸）
- 疼きマンコ本気オナニー30人（9月1日 ワンズファクトリー）
- くノ一凌辱絵巻 隠密無残花（10月7日、アタッカーズ）
- 陵辱レズ調教 羞恥と快楽に溺れていゆく女達。2（10月17日、U&K）
- 乃亜&寧々先生の素人娘11人おチンポ研究4時間（12月1日、V（ヴィ））
- 感じる若妻 〜衣香襟影〜日常編（12月13日、UGANDA）

2009年
- 溢れだす美熟女の泉 〜パイパンのキャビンアテンダント研修生 寧々〜（1月7日、マドンナ）
- 感じる若妻 〜鏡花風月〜訪問編（1月25日、UGANDA）
- 美しい女教師の下品なゴックン（2月13日、MOODYZ）

2016年
- Madonna専属×復活!!膣奥で感じる本当に気持ちのいい三本番 (7月7日、マドンナ)

総集編
- ユーザーズチョイス!!11 2004年下半期BEST（2005年6月15日）
- ワープエンタテインメント1年まるごと特別総集編2005（2005年12月5日）
- ユーザーズチョイス!!12 2005年上半期BEST（2005年12月5日）
- 接吻しまくり淫口よだれ女 Maker's Cut（2005年12月15日）
- 猥褻メガネ（2006年3月15日）
- S+CONTENTS 4時間 ザーメンSP（2006年7月5日）
- S+CONTENTS 4時間 長身痴女スペシャル（2006年10月5日）
- S+CONTENTS 4時間 接吻スペシャル（2006年10月15日）
- ワープエンタテインメント1年まるごと特別総集編 06/07 4時間（2006年12月5日）
- ユーザーズチョイス!! [The 1st*Half 2006]（2006年12月15日）

## テレビ出演

### バラエティ
- やりすぎコージー AV企画 夏のモンロー祭り（2006年7月22日・29日、テレビ東京）
- 朝までたけし的ショー（2007年1月2日・テレビ朝日）
- Peach-Pit 桃のたね（MONDO TV）

### テレビドラマ
- 特命係長 只野仁（3rdシーズン）第23話（2007年1月19日、テレビ朝日）
- 黒い太陽'07スペシャル（2007年9月21日、テレビ朝日）
- 秘書のカガミ 第2話（2008年4月18日、テレビ東京）-　ホステス・リリカ役